# Машак
Машак (баш. Машаҡ) — горный хребет на Южном Урале. Находится на территории Белорецкого района Башкортостана.
Хребет вытянут по меридиану в междуречье верховьев рек Малый Инзер и Юрюзань в длину на 40 км, ширину — до 6 км. Условно разделен на 3 части — северную, центральную и южную. Максимальная высота — 1383 м. Выделяются 6 горных вершин: г. Харитонова (1224 м), г. Медвежья (1308 м), г. Широкая (1332 м), г. Караульный Камень (1303 м), г. Широкий Машак (1370 м), г. Угловой Машак (1383 м).
Рельеф разнообразен: пологие подножия, крутые склоны, плоские вершины, курумы.
Состоит из пород ашинской серии верхнего венда, отложений карбона.
Ландшафты — берёзовые, сосново-берёзовые леса. К достопримечательностям относится Сычинское болото, расположенное в центральной части хребта под уклоном в 15 градусов. Вода в нём находится в постоянном движении, пополняясь конденсированной из атмосферы Болото является истоком реки Малый Катав.

## Топонимика
Название хребта в переводе с башкирского «башак» — «колос» и «ук башагы» — «наконечник стрелы».